# Diocesi di Diocleziana
La diocesi di Diocleziana (in latino Dioecesis Diocletianensis) è una sede soppressa e sede titolare della Chiesa cattolica.

## Storia
Diocleziana è un'antica sede vescovile della provincia romana della Dardania, suffraganea dell'arcidiocesi di Scupi (o di Dardania).
Questa diocesi è documentata una sola volta, in occasione della lettera scritta dai vescovi della Dardania all'imperatore Leone (458) in seguito all'uccisione del patriarca alessandrino Proterio. Tra i firmatari figura Maximus episcopus  Diocletianensis, che Le Quien attribuisce erroneamente alla sede di Doclea nella Prevalitana.
Dal XX secolo Diocleziana è annoverata tra le sedi vescovili titolari della Chiesa cattolica; dal 15 luglio 2014 l'arcivescovo, titolo personale, titolare è Wojciech Załuski, nunzio apostolico in Malaysia e Timor Est e delegato apostolico in Brunei.

## Cronotassi

### Vescovi
- Massimo † (menzionato nel 458)

### Vescovi titolari
- Cristoforo Arduino Terzi, O.F.M. † (10 luglio 1945 - 11 luglio 1971 deceduto)[2]
- Annibale Bugnini, C.M. † (6 gennaio 1972 - 3 luglio 1982 deceduto)
- Pietro Rossano † (7 dicembre 1982 - 15 giugno 1991 deceduto)
- Lorenzo Baldisseri (15 gennaio 1992 - 22 febbraio 2014 nominato cardinale diacono di Sant'Anselmo all'Aventino)
- Wojciech Załuski, dal 15 luglio 2014